# Veolia Environnement
Veolia Environnement S.A., marcată ca Veolia, este o companie franceză activă în patru domenii: apă, energie, transport și management-ul deșeurilor.
Veolia este cel mai mare distribuitor de apă din lume listat la bursă.
În anul 2007, compania a obținut un profit de 928 milioane de euro, și venituri totale de 32,6 miliarde de euro.
Veolia deține din anul 2000 regia de distribuție și canalizare Apa Nova prin grupul francez Veolia Water, alături de municipalitatea București.